# قرار الجمعية العامة للأمم المتحدة ES-10/19
قرار الجمعية العامة للأمم المتحدة ES-10/19 هو قرار لجلسة طارئة يعلن وضع القدس بوصفها عاصمة لإسرائيل بأنه «باطل ولاغ». وتبنته الجلسة العامة الـ37 للدورة الاستثنائية الطارئة العاشرة للجمعية العامة للأمم المتحدة أثناء ولاية الدورة الثانية والسبعين للجمعية العامة للأمم المتحدة في 21 ديسمبر 2017. مشروع القرار صاغته اليمن وتركيا. على الرغم من أن الولايات المتحدة قد اعترضت بشدة على ذلك، فقد أقر بأغلبية 128 صوتا مقابل تسعة أصوات وغياب 21 عضوا عن التصويت وامتناع 35 عضوا.

## خلفية
في 6 ديسمبر 2017، قال رئيس الولايات المتحدة، دونالد ترامب، إنه سيعترف بوضع القدس باعتبارها عاصمة إسرائيل السيادية في خروج عن القرارات السابقة للجمعية العامة للأمم المتحدة والمعايير الدولية السائدة، حيث لا تعترف أية دولة بالقدس كعاصمة وطنية ولا تحتفظ بسفارة هناك. أثار هذا التحرك احتجاجات من جانب الدول والمجتمعات المحلية في أنحاء كثيرة من العالم.
إثر فشل قرار لمجلس الأمن التابع للأمم المتحدة قبل ثلاثة أيام، بعد فيتو أمريكي، لإلغاء اعتراف أي دولة بالقدس بأنها عاصمة وطنية، قال السفير الفلسطيني لدى الأمم المتحدة رياض منصور إن الجمعية العامة ستصوت على مشروع قرار يدعو إلى سحب إعلان ترامب. وسعى إلى استدعاء القرار 377، المعروف بقرار «متحدون من أجل السلام»، للالتفاف على حق النقض. وينص القرار على أن الجمعية العامة يمكنها أن تدعو إلى عقد دورة استثنائية طارئة للنظر في مسألة «بهدف تقديم توصيات مناسبة للأعضاء من أجل اتخاذ تدابير جماعية» إذا فشل مجلس الأمن في التصرف.

## الحملة
في 20 ديسمبر، هدد الرئيس الأمريكي دونالد ترامب بقطع المساعدات الأمريكية للدول التي تصوت ضد الجانب الأمريكي. وقال في اليوم السابق للتصويت: «دعوهم يصوتون ضدنا... نحن لا يهمنا ذلك، لن يكون الحال كما في السابق حيث يمكنهم فيه أن يصوتوا ضدك، ثم تدفع لهم مئات الملايين من الدولارات. ونحن لا نريد أن يستفيدوا منا أكثر من ذلك». وقد حذرت السفيرة نيكي هيلي أن بلادها ستتذكر وستسجل «أسماء» جميع البلدان التي صوتت لصالح القرار. دانت حكومات تركيا وإيران التهديدات الصادرة عن الولايات المتحدة ووصفتها ب«المناهضة للديمقراطية» و«الابتزاز». وكانت السفيرة قد بعثت برسالة إلى العشرات من الدول الأعضاء حذرت فيها من أن ترامب طلب منها أن «تبلغ عن تلك البلدان التي صوتت ضدنا». وحذر الرئيس التركي رجب طيب أردوغان ترامب أنه «لن يشتري ديمقراطية تركيا بالدولارات التافهة» و«أن معارضة دول أخرى ستلقن الولايات المتحدة درسا جيدا».
صرح رئيس الوزراء الإسرائيلي بنيامين نتانياهو أن إسرائيل ترفض هذا التصويت قبل تمريره ووصف الأمم المتحدة بأنها «بيت الأكاذيب».
أكد المتحدث باسم وزارة الشؤون الخارجية الكندية، التي تسعى إلى إعادة التفاوض بشأن اتفاق أمريكا الشمالية للتجارة الحرة (نافتا)، كريستيا فريلاند، أنها تنوي الامتناع عن التصويت، وأن هذا القرار لا ينبغي أن يصل للجمعية العامة.

## المحتوى
إن الجمعية العامة،
تؤكد قراراتها ذات الصلة بما فيها القرار 72/15 المؤرخ 30 نوفمبر، 2017 بشأن القدس.
وإذ تؤكد من جديد أيضا قرارات مجلس الأمن ذات الصلة، بما فيها القرارات 242 (1967) في 22 نوفمبر، 1967 و252 (1968) في 21 مايو، 1968 و267 (1969) في 3 يوليو، 1969 و298 (1971) في 25 سبتمبر، 1971 و338 (1973) في 22 أكتوبر، 1973 و446 (1979) في 22 مارس، 1979 و465 (1980) في 1 مارس، 1980 و476 (1980) في 30 يونيو، 1980 و478 (1980) في 20 أغسطس، 1980 و2334 (2016) في 23 ديسمبر، 2016.
إذ تسترشد بمقاصد ومبادئ ميثاق الأمم المتحدة وتأكيد، في جملة أمور، عدم جواز اكتساب الأراضي بالقوة، وإذ تضع في اعتبارها المكانة الخاصة لمدينة القدس الشريف، ولا سيما الحاجة إلى حماية وصون الأبعاد الروحية والدينية والثقافية الفريدة للمدينة، على النحو المتوخى في قرارات الأمم المتحدة ذات الصلة،
وإذ تؤكد أن القدس هي مسألة تتعلق بالوضع النهائي يتعين حلها عن طريق المفاوضات وفقا لقرارات الأمم المتحدة ذات الصلة،
وإذ تعرب في هذا الصدد عن أسفها العميق للقرارات التي اتخذت مؤخرا بشأن بوضع القدس،
1. تؤكد أن أية قرارات وإجراءات ترمي إلى تغيير طابع مدينة القدس الشريف أو وضعها أو تكوينها الديمغرافي ليس لها أي أثر قانوني، وباطلة ولاغية، ويجب إلغاؤها امتثالا لقرارات مجلس الأمن ذات الصلة، وتطلب في هذا الصدد إلى جميع الدول الامتناع عن إنشاء بعثات دبلوماسية في مدينة القدس الشريف، عملا بقرار مجلس الأمن 478 (1980)؛
2. تطالب بأن تمتثل جميع الدول لقرارات مجلس الأمن المتعلقة بمدينة القدس الشريف، وألا تعترف بأي إجراءات أو تدابير مخالفة لتلك القرارات؛
3. تكرر دعوتها إلى عكس الاتجاهات السلبية على الأرض التي تهدد الحل القائم على وجود دولتين وإلى تكثيف وتسريع الجهود والدعم الدوليين والإقليميين بهدف تحقيق سلام شامل وعادل ودائم في الشرق الأوسط دون إبطاء على أساس قرارات الأمم المتحدة ذات الصلة، ومرجعيات مدريد، بما في ذلك مبدأ الأرض مقابل السلام، ومبادرة السلام العربية، وخريطة الطريق التي وضعتها المجموعة الرباعية، وإنهاء الاحتلال الإسرائيلي الذي بدأ في عام 1967؛
4. تقرر تأجيل الدورة الاستثنائية الطارئة العاشرة مؤقتا والإذن لرئيس الجمعية العامة في آخر دورة لها باستئناف جلستها بناء على طلب من الدول الأعضاء.

## مشروع القرار

### المناقشة
في معرض تقديم القرار بصفته رئيس المجموعة العربية، قال سفير اليمن، إن قرار الولايات المتحدة هو «انتهاك صارخ لحقوق الشعب الفلسطيني، وكذلك حقوق جميع المسيحيين والمسلمين». وأكد أنه يشكل «انتهاكا خطيرا لميثاق الأمم المتحدة وتهديدا خطيرا للسلم والأمن الدوليين، كما يقوض فرص حل الدولتين ويؤجج نيران العنف والتطرف.»

### النتيجة
| تصويت | عدد | البلدان |
| ----- | --- | --- |
| مع    | 128 | أفغانستان، ألبانيا، الجزائر، أندورا، أنغولا، أرمينيا، النمسا، أذربيجان، البحرين، بنغلاديش، باربادوس، روسيا البيضاء، بلجيكا، بليز، بوليفيا، بوتسوانا، البرازيل، بروناي، بلغاريا، بوركينا فاسو، بوروندي، الرأس الأخضر، كمبوديا، تشاد، تشيلي، جمهورية الصين الشعبية، جزر القمر، جمهورية الكونغو، كوستاريكا، ساحل العاج، كوبا، قبرص، جمهورية كوريا الديمقراطية الشعبية، الدنمارك، جيبوتي، دومينيكا، الإكوادور، مصر، إريتريا، إستونيا، إثيوبيا، فنلندا، فرنسا، الغابون، غامبيا، ألمانيا، غانا، اليونان، غرينادا، غينيا، غيانا، آيسلندا، الهند، إندونيسيا، إيران، العراق، أيرلندا، إيطاليا، اليابان، الأردن، كازاخستان، الكويت، قيرغيزستان، لاوس، لبنان، ليبيريا، ليبيا، ليختنشتاين، ليتوانيا، لوكسمبورغ، مدغشقر، ماليزيا، المالديف، مالي، مالطا، موريتانيا، موريشيوس، موناكو، الجبل الأسود، المغرب، موزمبيق، ناميبيا، نيبال، هولندا، نيوزيلندا، نيكاراغوا، النيجر، نيجيريا، النرويج، عمان، باكستان، بابوا غينيا الجديدة، بيرو، البرتغال، قطر، جمهورية كوريا، الاتحاد الروسي، سانت فينسنت والغرينادين، السعودية، السنغال، صربيا، سيشل، سنغافورة، سلوفاكيا، سلوفينيا، الصومال، جنوب أفريقيا، إسبانيا، سريلانكا، السودان، سورينام، السويد، سويسرا، الجمهورية العربية السورية، طاجيكستان، تايلاند، مقدونيا، تونس، تركيا، الإمارات العربية المتحدة، المملكة المتحدة، تنزانيا، أوروغواي، أوزبكستان، فنزويلا، فيتنام، اليمن، زيمبابوي |
| ضد    | 9   | غواتيمالا، هندوراس، إسرائيل، جزر مارشال، ولايات ميكرونيزيا المتحدة، ناورو، بالاو، توغو، الولايات المتحدة |
| ممتنع | 35  | أنتيغوا وباربودا، الأرجنتين، أستراليا، الباهاما، بنين، بوتان، البوسنة والهرسك، الكاميرون، كندا، كولومبيا، كرواتيا، جمهورية التشيك، جمهورية الدومينيكان، غينيا الاستوائية، فيجي، هايتي، المجر، جامايكا، كيريباتي، لاتفيا، ليسوتو، مالاوي، المكسيك، بنما، باراغواي، الفلبين، بولندا، رومانيا، رواندا، جزر سليمان، جنوب السودان، ترينيداد وتوباغو، توفالو، أوغندا، فانواتو |
| غائب  | 21  | جمهورية إفريقيا الوسطى، جمهورية الكونغو الديمقراطية، السلفادور، جورجيا، غينيا بيساو، كينيا، منغوليا، ميانمار، مولدوفا، سانت كيتس ونيفيس، سانت لوسيا، ساموا، سان مارينو، ساو تومي وبرينسيب، سيراليون، سوازيلاند، تيمور الشرقية، تونغا، تركمانستان، أوكرانيا، زامبيا |

## ردود الفعل
- – رفض رئيس الوزراء بنيامين نتانياهو النتيجة بوقت قصير بعد أن أعلن عنها في وصفها بأنها «مستحيلة»، في حين أعرب أيضا عن شكره للدول التي أيدت «الحقيقة» بعدم المشاركة في«مسرح العبث». وأضاف: «القدس عاصمتنا. دائما كانت، ودائما ستكون... لكنني أقدر حقيقة أن عددا متزايدا من الدول رفضت المشاركة في هذه المسرحية العبثية. فأنا أقدر هذا وخاصة أود أن أعرب عن شكرنا لمرة أخرى الرئيس [الأمريكي] (دونالد) ترامب والسفيرة [نيكي] هيلي لدفاعهم عن إسرائيل ودفاعهم الشجاع عن الحقيقة». قام وزير الدفاع أفيغدور ليبرمان، بتذكير الإسرائيليين بالازدراء الإسرائيلي القديم لهذه الأصوات. «لنتذكر أن هذه هي نفس الأمم المتحدة التي ذكرها سفيرنا الأول لدى المنظمة، أبا إيبان ذات مرة: 'إذا قدمت الجزائر قرارا يعلن أن الأرض مسطحة، وأن إسرائيل قد سطحتها سيمر بأغلبية 164 صوتا مقابل 13 صوتا وامتناع 26 عضوا عن التصويت'. ليس هناك شيء جديد في ما حدث للتو في الأمم المتحدة.» وأثنى أيضا على الولايات المتحدة بوصفها «نبراس الأخلاق المضيء الذي يخرج من الظلام». وزير الشؤون الإستراتيجية والأمن العام جلعاد أردان قال: «العلاقة التاريخية بين إسرائيل والقدس أقوى من أي تصويت 'الأمم المتحدة'- الأمم المتحدة فقط بخوفها ورفضها الاعتراف بالحقيقة البسيطة أن القدس هي عاصمة إسرائيل والشعب اليهودي».
- – وزير الخارجية البحريني خالد آل خليفة قال أنه من غير المفيد الدخول في قتال مع ترامب بسبب قضية جانبية وحث الدول على التركيز على التهديد الذي تشكله إيران «الثيوفاشية» بدلا من ذلك.[21][22]
  - ردت وزارة الخارجية الإسرائيلية بالكتابة على تويتر بأن آل خليفة قد شجبت المقاطعة العربية لإسرائيل وأكدت أن المواطنون البحرينيون أحرار في زيارة إسرائيل.[23][24]
  - وقد ردت إيران على ذلك بقولها إن «حرية فلسطين من براثن الاحتلال الإسرائيلي لا تزال أولوية العالم الإسلامي القصوى» وأنه «بالرغم من جميع المؤامرات المعقدة، والأزمات المصتنعة، والتهديدات الوهمية التي يروجها المحور الأمريكي–الصهيوني، فإن فلسطين ما زالت، وستظل، الأولوية الأولى للعالم الإسلامي إلى أن يتم تحريرها، ولا يمكن لأحد... أن يصرف انتباه المسلمين عن هذه المسألة الخطيرة».[25][26]